# Eufemia di Svezia
Eufemia Eriksdotter, meglio conosciuta come Eufemia di Svezia (1317 – 1364 circa), è stata una nobile svedese medievale, madre di re Alberto di Svezia.

## Biografia
Era la figlia secondogenita del principe svedese Erik Magnusson e di sua moglie Ingeborg di Norvegia. Nacque poco prima che il padre venisse catturato al banchetto di Nyköping, morendo poi prigioniero di suo fratello Birger di Svezia dopo poche settimane. Nel 1319, dopo la cacciata di Birger dalla Svezia, fu eletto re il fratello maggiore di Eufemia, Magnus Eriksson; essendo divenuta sorella di un re, la principessa divenne un partito assai ambito.
Cercando alleati per la loro invasione della Scania, nel 1321 sua madre e il suo patrigno Canuto Porse promisero Eufemia in sposa al futuro duca Alberto II di Meclemburgo. L'invasione si rivelò un fallimento, ma il fidanzamento tra i due venne mantenuto. Il matrimonio avvenne infine a Rostock il 10 aprile 1336 su spinta del fratello Magnus, che puntava a rafforzare i suoi rapporti con la Germania e ad evitare contrasti tra la sorella e sua moglie Bianca di Namur.
Gli anni in Meclemburgo videro Eufemia partecipare attivamente all'amministrazione del ducato, spesso in vece del marito. Fu patrona dell'Hansa, accordandosi col fratello Magnus IV perché venissero concessi maggiori diritti in Scandinavia ai mercanti delle città di Rostock e Wismar. Dopo la morte dei fratellastri durante la peste nera ricevette in eredità molte delle loro sostanze, che donò alla Chiesa.
Non è chiaro il ruolo di Eufemia nella salita al trono di suo figlio Alberto al trono di Svezia, poiché è incerto se nel 1364 fosse ancora in vita. L'ultima sua menzione risale al 27 ottobre 1363, mentre nel 1370 il marito Alberto già la faceva commemorare; è quindi probabile che sia morta tra gli ultimi mesi del 1363 e l'inizio del 1364, a ridosso della salita al trono del figlio.

## Discendenza
Eufemia diede cinque figli al marito Alberto:
- Enrico (1337-1383), duca di Meclemburgo;
- Alberto (1338-1412), duca di Meclemburgo e re di Svezia;
- Ingeborg (1340-1395), sposò prima Ludovico VI di Baviera e successivamente Enrico II di Holstein;
- Magnus (1345-1384), duca di Meclemburgo;
- Anna.

## Ascendenza
|                      |                       |                                 | Genitori                       |  |  | Nonni |  |  | Bisnonni         |  |  | Trisnonni         |  |
|                      |                       |                                 |                                |  |  |       |  |  | Birger Magnusson |  |  | Magnus Minnesköld |  |
|                      |                       |                                 |                                |  |  |       |  |  | Birger Magnusson |  |  | Magnus Minnesköld |  |
|                      |                       | Ingrid Ylva                     |                                |  |  |       |  |  | Birger Magnusson |  |  |                   |  |
| Magnus III di Svezia |                       |                                 |                                |  |  |       |  |  | Birger Magnusson |  |  |                   |  |
|                      |                       | Ingeborg di Svezia              | Erik X di Svezia               |  |  |       |  |  |                  |  |  |                   |  |
|                      |                       | Ingeborg di Svezia              | Erik X di Svezia               |  |  |       |  |  |                  |  |  |                   |  |
|                      |                       | Ingeborg di Svezia              | Richeza di Danimarca           |  |  |       |  |  |                  |  |  |                   |  |
| Erik Magnusson       |                       | Ingeborg di Svezia              |                                |  |  |       |  |  |                  |  |  |                   |  |
|                      |                       | Gerardo I di Holstein-Itzehoe   | Adolfo IV di Schaumburg        |  |  |       |  |  |                  |  |  |                   |  |
|                      |                       | Gerardo I di Holstein-Itzehoe   | Adolfo IV di Schaumburg        |  |  |       |  |  |                  |  |  |                   |  |
|                      |                       | Gerardo I di Holstein-Itzehoe   | Heilwig di Lippe               |  |  |       |  |  |                  |  |  |                   |  |
| Edvige di Holstein   |                       | Gerardo I di Holstein-Itzehoe   |                                |  |  |       |  |  |                  |  |  |                   |  |
|                      |                       | Elisabetta di Meclemburgo       | Giovanni I di Meclemburgo      |  |  |       |  |  |                  |  |  |                   |  |
|                      |                       | Elisabetta di Meclemburgo       | Giovanni I di Meclemburgo      |  |  |       |  |  |                  |  |  |                   |  |
|                      |                       | Elisabetta di Meclemburgo       | Luitgarda di Henneberg         |  |  |       |  |  |                  |  |  |                   |  |
| Eufemia di Svezia    |                       | Elisabetta di Meclemburgo       |                                |  |  |       |  |  |                  |  |  |                   |  |
|                      | Magnus VI di Norvegia | Haakon IV di Norvegia           |                                |  |  |       |  |  |                  |  |  |                   |  |
|                      | Magnus VI di Norvegia | Haakon IV di Norvegia           |                                |  |  |       |  |  |                  |  |  |                   |  |
|                      | Magnus VI di Norvegia | Margrete Skulesdatter           |                                |  |  |       |  |  |                  |  |  |                   |  |
| Haakon V di Norvegia | Magnus VI di Norvegia |                                 |                                |  |  |       |  |  |                  |  |  |                   |  |
|                      |                       | Ingeborg di Danimarca           | Eric IV di Danimarca           |  |  |       |  |  |                  |  |  |                   |  |
|                      |                       | Ingeborg di Danimarca           | Eric IV di Danimarca           |  |  |       |  |  |                  |  |  |                   |  |
|                      |                       | Ingeborg di Danimarca           | Jutta di Sassonia              |  |  |       |  |  |                  |  |  |                   |  |
| Ingeborg di Norvegia |                       | Ingeborg di Danimarca           |                                |  |  |       |  |  |                  |  |  |                   |  |
|                      |                       | Vitslav II di Rügen             | Jaromar II di Rügen            |  |  |       |  |  |                  |  |  |                   |  |
|                      |                       | Vitslav II di Rügen             | Jaromar II di Rügen            |  |  |       |  |  |                  |  |  |                   |  |
|                      |                       | Vitslav II di Rügen             | Eufemia di Pomerania           |  |  |       |  |  |                  |  |  |                   |  |
| Eufemia di Rügen     |                       | Vitslav II di Rügen             |                                |  |  |       |  |  |                  |  |  |                   |  |
|                      |                       | Agnese di Braunschweig-Lüneburg | Ottone I di Brunswick-Lüneburg |  |  |       |  |  |                  |  |  |                   |  |
|                      |                       | Agnese di Braunschweig-Lüneburg | Ottone I di Brunswick-Lüneburg |  |  |       |  |  |                  |  |  |                   |  |
|                      |                       | Agnese di Braunschweig-Lüneburg | Matilda del Brandeburgo        |  |  |       |  |  |                  |  |  |                   |  |
|                      |                       | Agnese di Braunschweig-Lüneburg |                                |  |  |       |  |  |                  |  |  |                   |  |